# Anthony Sharma
Anthony Francis Sharma, né le 12 décembre 1937 à Tindharia, près de Darjeeling (Inde) et décédé le 8 décembre 2015 à Katmandou, est un prêtre jésuite népalais. Recteur du collège Saint-Joseph de Darjeeling il fut nommé premier supérieur ecclésiastique catholique au Népal. Ordonné évêque en 2007 il fut vicaire apostolique du Népal jusqu’en juin 2014. 

## Biographie

### Formation et premières années
Orphelin de père peu après sa naissance (12 décembre 1937) Anthony fait ses études primaires et secondaires à Kurseong (district de Darjeeling, en Inde) et entre au noviciat des jésuites de Bombay le 28 juillet 1956. Après le noviciat il suit le parcours ordinaire de la formation jésuite, l’achevant avec les études de théologie au théologat Saint Mary’s de Kurseong, où il est ordonné prêtre le 4 mai 1968 par Mgr Eric Benjamin, évêque de Darjeeling. 
Sharma fait encore une année d’études spéciales en théologie pastorale à Manille (1969-1970), aux Philippines avant de commence son apostolat éducatif dans un collège jésuite du district de Darjeeling. En 1976 il fait son Troisième an à Hazaribag sous la direction du père Maurice Dullard, suivi de sa profession solennelle religieuse le 2 février 1978.

### Vicaire apostolique du Népal
Le Népal établit des relations diplomatiques avec le Saint-Siège en 1983. Ce qui permit à l’Église catholique d’y créer ses propres structures de gouvernement. Anthony Sharma, qui était alors recteur du collège Saint-Joseph de Darjeeling (depuis 1981), est choisi pour être le premier supérieur ecclésiastique de la ‘Missio sui iuris’ que devient le Népal. 
Le royaume du Népal est officiellement hindou, mais une tolérance plus grande du christianisme permet à Mgr Sharma de construire sa cathédrale en 1994. L'année précédente, en 1993, il avait obtenu la reconnaissance légale de la ‘Nepal Catholic Society’. A la même époque il est également le fondateur de 'Caritas Nepal'. En 1997 la ‘Missio’ devient ‘Préfecture apostolique du Népal’, et Mgr Sharma ‘Préfet apostolique’ (12 février 1997).  
Dix ans plus tard Mgr Anthony Sharma est nommé Vicaire apostolique et est consacré évêque titulaire de Gigthi (de) le 5 mai 2007 – premier évêque du Népal -, dans sa cathédrale de Katmandou, officialisant une visibilité de plus en plus grande du catholicisme dans un pays devenu ‘république fédérale’ en 2006. La croissance de l’Église catholique moderne au Népal lui doit beaucoup. Il invite de nombreuses congrégations religieuses indiennes à œuvrer au Népal et collaborer à l’œuvre éducative initiée par les Jésuites avec leur premier collège Saint-Xavier de Godavari (fondé en 1951). Sharma veille également à la mise en place d’un clergé diocésain, même si la plupart de ses prêtres sont encore d’origine indienne.
En juin 2014 lorsque Mgr Sharma donne sa démission, il y a 23 écoles catholiques au Népal et huit paroisses avec de nombreuses chapelles dépendantes. Il prend alors résidence dans une communauté jésuite de Katmandou. Un an plus tard, le 8 décembre 2015, il meurt d’une tumeur au cerveau.